# Forteresse de Kufstein
La forteresse de Kufstein est l’emblème de la ville de Kufstein et l’un des bâtiments médiévaux les plus impressionnants du Tyrol. Aujourd’hui, c’est un musée et un lieu d’événements. Le bâtiment est protégé en tant que bien culturel.
Il est situé sur le Festungsberg, un rocher de 90 m de haut, au-dessus de la ville, accessible à pied ou par funiculaire et couvre une superficie de 24 000 m²[réf. non conforme].